# Arroba de los Montes
Arroba de los Montes es un municipio y localidad española de la provincia de Ciudad Real, en la comunidad autónoma de Castilla-La Mancha. Cuenta con una población de 406 habitantes (INE 2024).

## Geografía
El territorio de Arroba de los Montes es montañoso y se alternan, como en toda la zona de las comarcas de los Montes de Toledo y Montes de Ciudad Real, las sierras y las depresiones. Por Arroba discurre el río San Marcos y por su extremo oeste el río Guadiana. 
Los cultivos mayoritarios son el cereal y el olivo teniendo la ganadería gran importancia. El municipio cuenta con fincas comunales que se siguen sorteando entre los vecinos para su aprovechamiento agroganadero, la Sierra y La Dehesa. La propiedad de la tierra está muy dividida y se puede hablar de minifundio. La apicultura tuvo y aún tiene gran importancia, así como la caza y la recogida del níscalo.

## Historia
En el actual término de Arroba de los Montes se encuentran restos que atestiguan la presencia humana desde tiempos prehistóricos. En Arroba de los Montes se han descubierto pinturas rupestres, además de varias construcciones megalíticas.
El topónimo parece ser que proviene del árabe ya que sería el origen de la población. El "Campo de Arroba" en realidad era un territorio más amplio que comprendía los actuales municipios de Fontanarejo y Navalpino. Todo este territorio formaba parte de Los Montes de Toledo, finca de propiedad de la ciudad de Toledo hasta el siglo XIX en que estos municipios se independizan y pasan a la provincia de Ciudad Real con la distribución provincial de Javier de Burgos de 1833. El municipio fue creciendo demográficamente hasta los años setenta en que se estanca y comienza una fase de retroceso que aún hoy perdura.

## Demografía
Arroba de los Montes cuenta con una población de 406 habitantes (INE 2024).

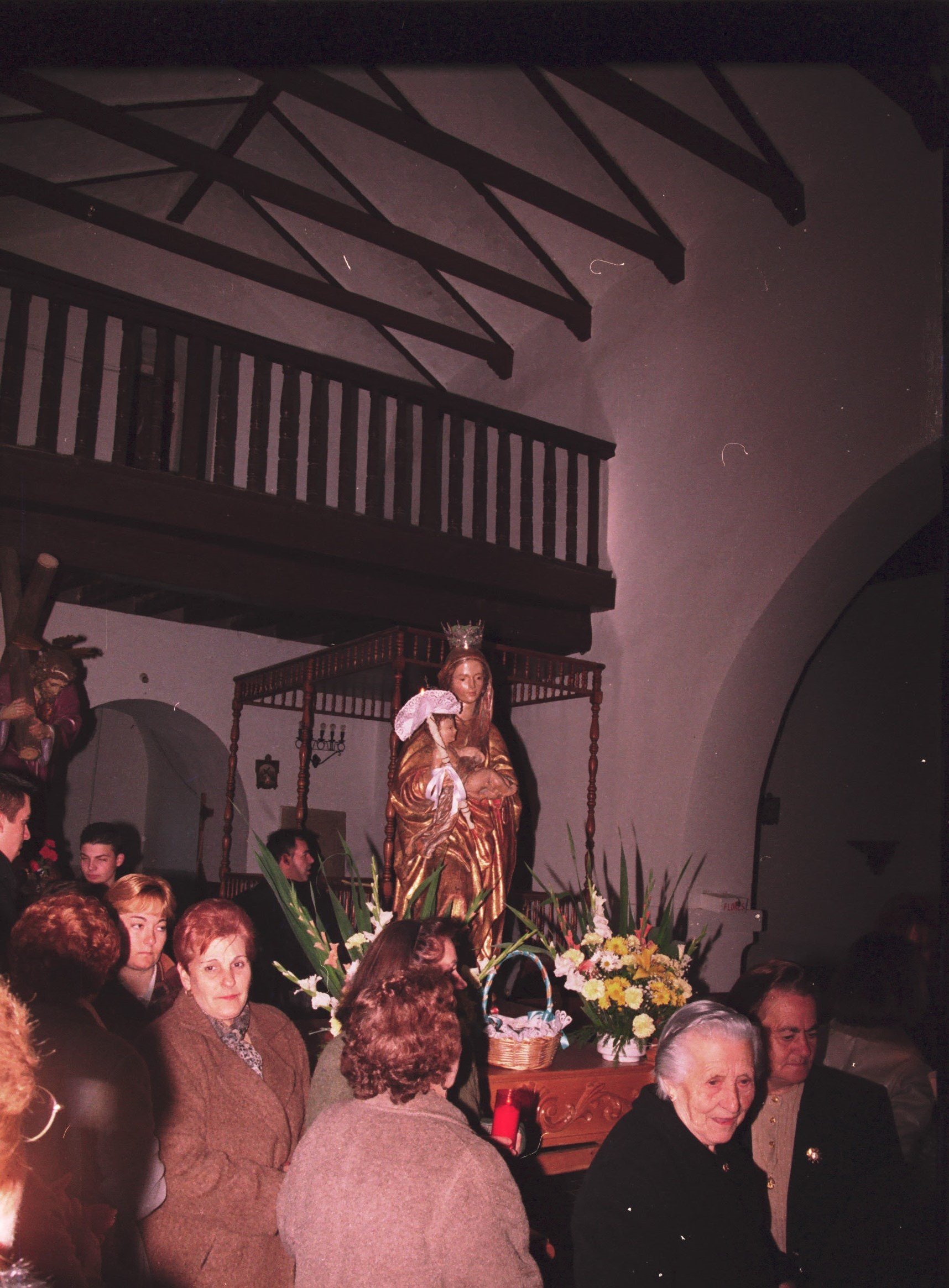
Celebración de la Candelaria en Arroba de los Montes, Ciudad Real, España. Ca. 2001. FZS.

| Gráfica de evolución demográfica de Arroba de los Montes entre 1842 y 2021 |
| |
| Población de derecho según los censos de población del INE Población de hecho según los censos de población del INEEn estos censos se denominaba Arroba: 1842, 1857, 1860, 1877, 1887, 1897, 1900, 1910, 1920, 1930, 1940, 1950 y 1960 |

## Fiestas
- San Marcos: 25 de abril
- Fiestas patronales: 15 y 16 de agosto, en honor de Nuestra señora de la Asunción y San Roque.
- Candelaria:2 de febrero.
- Cruz de Mayo: 3 de mayo.[cita requerida]

## Arrobeños ilustres
- José García Ortega. Pintor y grabador.